# アクティブセーフティ
アクティブセーフティ（英：active safety）とは、機械全般の設計・操作などにおける安全技術のうち、特に事故などの異常事態を未然に防ぐ技術の総称。日本語では能動的安全（のうどうてきあんぜん）、あるいは予防安全（よぼうあんぜん）と訳されることがある。
20世紀終盤以降、特に自動車の安定性向上や衝突回避などに寄与する技術について、この言葉が用いられることが多くなった。対応する用語として、事故が起きた際の被害軽減に寄与する技術の総称であるパッシブセーフティがある。
アクティブセーフティは、もっぱら異常事態の前兆監視と、前兆現象が確認された場合の正常状態への回復（または異常事態の回避）動作に分類される。機械を操作する人間がこれらの全てを行うケースもあるが、専用の機械装置による監視あるいは回復操作の補助、さらには機械がそれらの全てを行うようなものもある。

## アクティブセーフティの事例について

### 自動車における事例
- 運転者の操作によるもの - 警笛、方向指示器、ポンピングブレーキ、昼間点灯、かもしれない運転
- 運転者の知覚を補助する装置 - ドアミラー、ワイパー、ナイトビジョン
- 回復/回避動作を補助する装置 - アンチロック・ブレーキ・システム、トラクションコントロールシステム、横滑り防止機構、衝突被害軽減ブレーキ、車線逸脱防止支援システム、アダプティブクルーズコントロール

### オートバイにおける事例
- 運転者の操作によるもの - 警笛、方向指示器、ポンピングブレーキ、昼間点灯、かもしれない運転、ニーグリップ
- 運転者の知覚を補助する装置
- 回復/回避動作を補助する装置 - アンチロック・ブレーキ・システム、コンバインド・ブレーキ・システム、トラクションコントロールシステム